# Luzillé
Cet article possède un paronyme, voir Luzillat.
Luzillé (prononcé [lyzije] ) est une commune française située dans le département d'Indre-et-Loire, en région Centre-Val de Loire.
L'occupation humaine et durable de Luzillé est certaine dès le Néolithique : un polissoir fixe en témoigne. Au VIe siècle, selon Grégoire de Tours, c'est une église qui est construite à Luzillé et au Moyen Âge la paroisse, dont l'orthographe du nom est déjà fixée, est sous l'influence de l'archevêque de Tours, du chapitre de sa cathédrale mais aussi d'une abbaye bénédictine. Pendant la Seconde Guerre mondiale, Luzillé se trouve proche de la ligne de démarcation et deux sites de son territoire servent de terrain de parachutage et d'atterrissage au bénéfice de maquis de la région ; toutefois, les troupes allemandes ne stationnent pas dans la commune et aucun combat ne s'y déroule.
À partir de 1890, la population de Luzillé baisse de manière importante et régulière, mais la tendance s'inverse dans les années 1980 ; la commune devient un lieu de résidence attractif et en 2022, Luzillé compte 983 habitants. L'activité économique de la commune est dominée par le secteur du commerce et des services (41 % des établissements en 2015) mais l'agriculture, bien que son importance diminue, concerne toujours près du tiers des établissements. Les entreprises de Luzillé sont des PME n'ayant jamais plus de 19 salariés.
Le polissoir de la Pierre Saint-Martin, classé monument historique, est l'élément majeur du patrimoine luzillois, en raison de sa valeur archéologique et des traditions liées à saint Martin qu'il véhicule. Le patrimoine naturel de Luzillé est important et diversifié puisque qu'un site du réseau Natura 2000 et une zone naturelle d'intérêt écologique, faunistique et floristique occupent une partie du territoire et que les abords d'un étang constituent un site classé.

## Géographie

### Localisation et communes limitrophes
À la limite de la Champeigne tourangelle au sud-ouest, des Vallées et coteaux viticoles du Cher au nord-est et de la Gâtine de Loches au sud-est, Luzillé est rattachée au canton de Bléré, bureau centralisateur qui se trouve à 9 km au nord-ouest. Les communes limitrophes de Luzillé sont Sublaines, Bléré, Civray-de-Touraine, Francueil, Épeigné-les-Bois, Céré-la-Ronde, Le Liège — les limites de ces trois dernières communes et de Luzillé forment un quadripoint —, Genillé et Saint-Quentin-sur-Indrois. La commune fait partie de l'aire urbaine, du bassin d'emploi et du bassin de vie de Tours.
| Bléré                     | Civray-de-Touraine | Francueil                |
| Sublaines                 | Luzillé            | Épeigné-les-Bois         |
| Saint-Quentin-sur-Indrois | Genillé            | Céré-la-Ronde / Le Liège |

| - OpenStreetMap Limite communale de Luzillé. - Luzillé et ses communes limitrophes.. - Luzillé (en rouge) dans le canton de Bléré (en vert). |

### Géologie et relief
- Bourg
- Limites communales

Carte géologique simplifiée de Luzillé.
Bourg
C4-6S : argiles à silex du (Sénonien)
e7 : calcaire lacustre de Touraine (Ludien)
eP : argiles à perrons de l'Éocène
LP : limon des plateaux (Quaternaire)
Fy-z : alluvions fluviatiles (Quaternaire)

Dans cette partie sud du Bassin parisien, les terrains sont exclusivement sédimentaires sur plusieurs dizaines de mètres de profondeur. Les argiles à silex déposées au Sénonien (C4-6S) affleurent dans une grande bande centrale du territoire de Luzillé. Au sud-ouest, elles sont recouvertes par le calcaire lacustre de Champeigne datant du Ludien (e7) qui est là en limite de son extension géographique. Quelques rares placages éocènes d'une argile à conglomérats appelés « perrons » (eP) se retrouvent, généralement à la limite entre le calcaire lacustre et les argiles à silex. Du nord au sud-est, les limons éoliens du Quaternaire (LP) masquent les argiles à silex sur une épaisseur ne dépassant jamais 1,5 m. Le Beugnon a creusé sa vallée, du sud au nord-est, et y a déposé des alluvions récentes et modernes (Fy-z),.
Les plus hautes altitudes de la commune se rencontrent sur le plateau, à l'est, avec 132 m en limite d'Épeigné-les-Bois, alors que la vallée du Beugnon descend jusqu'à 68 m ; elle est fortement encaissée par rapport à l'altitude moyenne du plateau qui va de 100 à 110 m.
Le territoire de Luzillé se présente sous la forme d'un rectangle allongé du nord-ouest au sud-est (7,3 × 6,4 km) et dont le chef-lieu communal occupée à peu près le centre. Sa superficie de 4 068 ha fait de Luzillé une commune de grande taille, comparée à la moyenne nationale de 1 488 ha.

### Hydrographie
Le principal cours d'eau irriguant Luzillé est le Beugnon, qui prend sa source au sud de la commune et va, après avoir arrosé le bourg, se jeter dans le Cher par sa rive gauche. En aval du bourg, il traverse l'étang de Brosse (plan d'eau artificiel créé au XVIe siècle) où il recueille les eaux d'autres petits ruisseaux venant de la partie occidentale du territoire communal.
Quatre zones humides ont été répertoriées sur la commune par la direction départementale des territoires (DDT) et le Conseil départemental d'Indre-et-Loire, : « l'étang de Brosse et ses vallons », « l'étang des Terres Noires », « l'étang du Plessis » et « l'étang du Bois de l'étang Brûlé ».

### Climat
Pour des articles plus généraux, voir Climat du Centre-Val de Loire et Climat d'Indre-et-Loire.
En 2010, le climat de la commune est de type climat océanique dégradé des plaines du Centre et du Nord, selon une étude du CNRS s'appuyant sur une série de données couvrant la période 1971-2000. En 2020, Météo-France publie une typologie des climats de la France métropolitaine dans laquelle la commune est exposée à un climat océanique altéré et est dans la région climatique Moyenne vallée de la Loire, caractérisée par une bonne insolation (1 850 h/an) et un été peu pluvieux.
Pour la période 1971-2000, la température annuelle moyenne est de 11,2 °C, avec une amplitude thermique annuelle de 15 °C. Le cumul annuel moyen de précipitations est de 703 mm, avec 11,3 jours de précipitations en janvier et 7,1 jours en juillet. Pour la période 1991-2020, la température moyenne annuelle observée sur la station météorologique de Météo-France la plus proche, sur la commune de Sublaines à 5 km à vol d'oiseau, est de 12,1 °C et le cumul annuel moyen de précipitations est de 647,3 mm,. Pour l'avenir, les paramètres climatiques de la commune estimés pour 2050 selon différents scénarios d'émission de gaz à effet de serre sont consultables sur un site dédié publié par Météo-France en novembre 2022.

### Paysages naturels et biodiversité

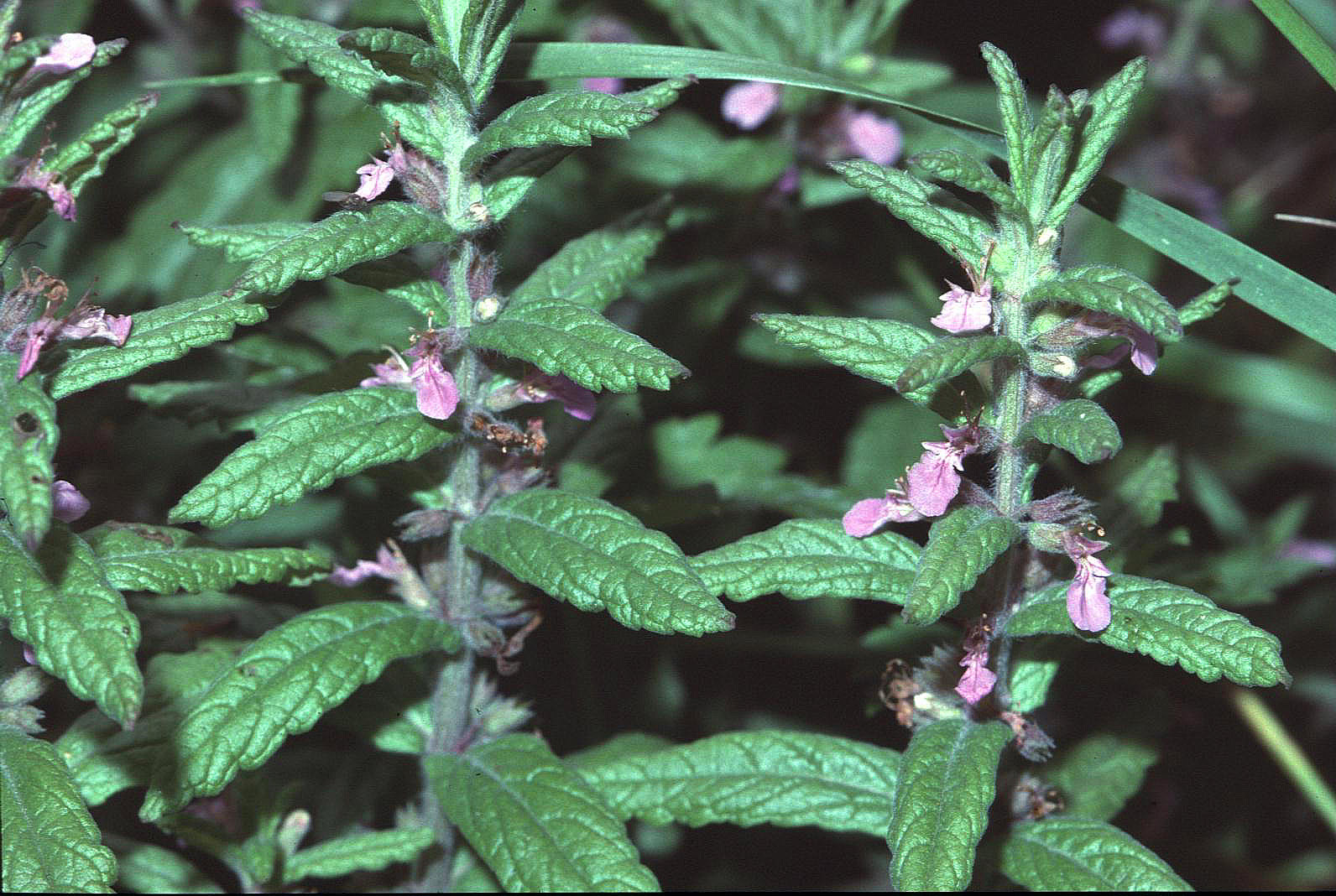
Germandrée des marais.

Le territoire de la commune est partiellement recouvert par des bois, dispersés au nord, plus continus du nord-est au sud-est. En 1877, ces bois occupent 749 ha, soit 18,4 % de la superficie communale. Du nord-ouest au sud, les grandes parcelles des exploitations agricoles façonnent le paysage.
Le « plateau de Champeigne entre Bléré et Loches » forme une grande ZNIEFF (9 032 hectares) de type II qui s'étend sur 11 communes, elle intéresse toute la partie du territoire communal de Luzillé située au sud-ouest d'une diagonale passant par le bourg. Pas moins de 50 espèces d'angiospermes et 8 espèces d'oiseaux protégés ou rares y ont été recensées, parmi lesquelles le Circaète Jean-le-Blanc (Circaetus gallicus) et l'Outarde canepetière (Tetrax tetrax).
La zone de protection spéciale (ZPS) du réseau Natura 2000, dite « site Natura 2000 Champeigne », se superpose exactement, sur la commune, à la ZNIEFF du plateau de Champeigne entre Bléré et Loches ; elle vise à la préservation des espèces d'oiseaux rencontrées sur son territoire, en application de la Directive oiseaux du 30 novembre 2009 édictée par l'Union européenne.
Une zone de 44 ha autour de l'étang de Brosse constitue, depuis septembre 1981, un site classé dans le cadre de la loi du 2 mai 1930. Ce site abrite une faune et une flore palustres spécifique ; parmi les espèces rencontrées, la Germandrée des marais (Teucrium scordium) ou la Bécassine des marais (Gallinago gallinago). D'autres marais, par contre, sont anthropisés et transformés en étangs de loisirs.

## Urbanisme

### Typologie
Au 1er janvier 2024, Luzillé est catégorisée commune rurale à habitat dispersé, selon la nouvelle grille communale de densité à sept niveaux définie par l'Insee en 2022.
Elle est située hors unité urbaine. Par ailleurs la commune fait partie de l'aire d'attraction de Tours, dont elle est une commune de la couronne,. Cette aire, qui regroupe 162 communes, est catégorisée dans les aires de 200 000 à moins de 700 000 habitants,.

### Occupation des sols
L'occupation des sols de la commune, telle qu'elle ressort de la base de données européenne d’occupation biophysique des sols Corine Land Cover (CLC), est marquée par l'importance des territoires agricoles (78,9 % en 2018), une proportion sensiblement équivalente à celle de 1990 (79,1 %). La répartition détaillée en 2018 est la suivante : 
terres arables (69,5 %), forêts (19 %), zones agricoles hétérogènes (8,5 %), eaux continentales (1,3 %), prairies (1 %), zones urbanisées (0,8 %). L'évolution de l’occupation des sols de la commune et de ses infrastructures peut être observée sur les différentes représentations cartographiques du territoire : la carte de Cassini (XVIIIe siècle), la carte d'état-major (1820-1866) et les cartes ou photos aériennes de l'IGN pour la période actuelle (1950 à aujourd'hui).

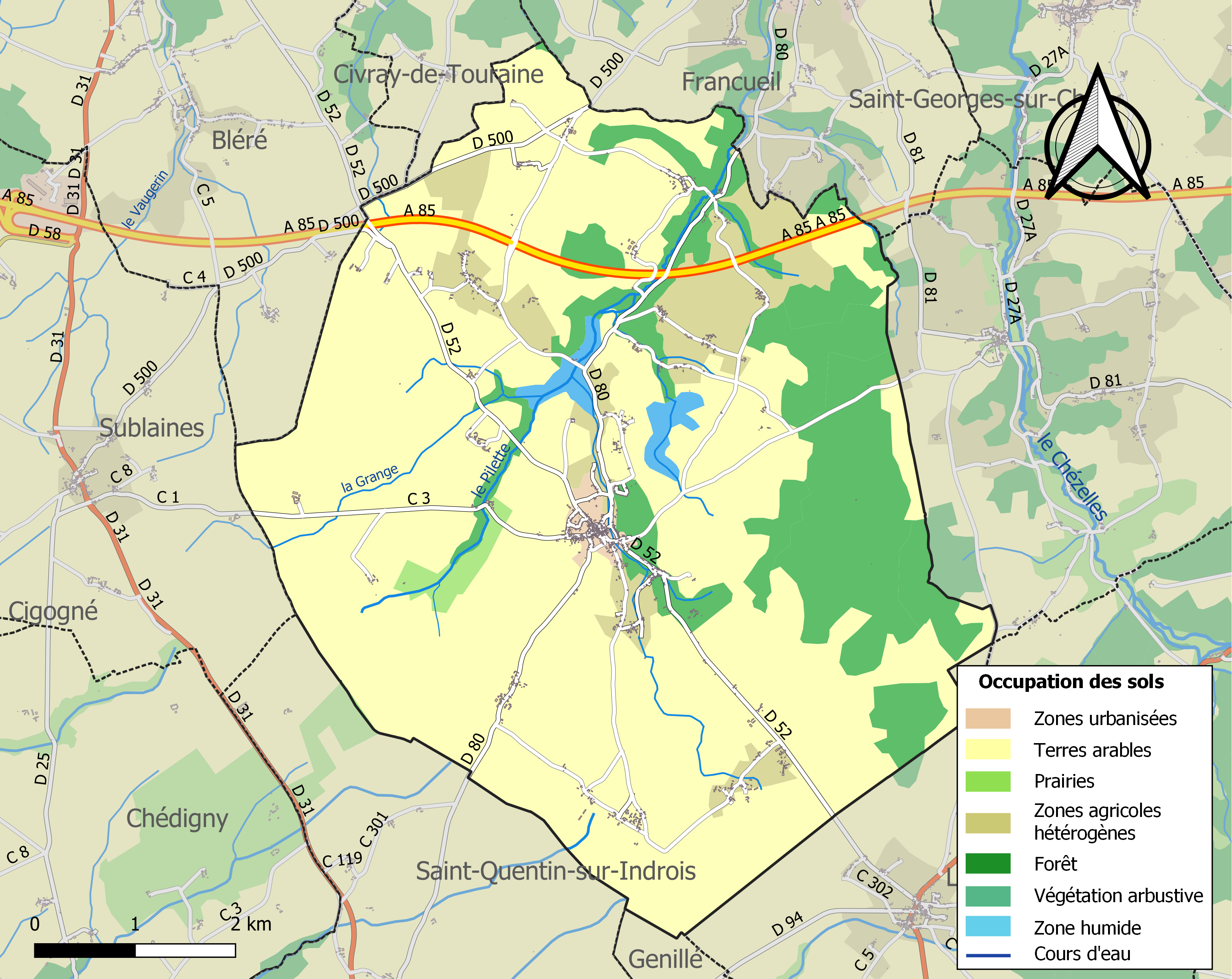
Carte des infrastructures et de l'occupation des sols de la commune en 2018 (CLC).

### Logement
Le tableau ci-dessous présente une comparaison de quelques indicateurs chiffrés du logement pour Luzillé et l'ensemble de l'Indre-et-Loire en 2015,.
|                                                        | Luzillé | Indre-et-Loire |
| ------------------------------------------------------ | ------- | -------------- |
| Parc immobilier total (en nombre d'habitations)        | 515     | 315 335        |
| Part des résidences principales (en %)                 | 77,9    | 87,3           |
| Part des logements vacants (en %)                      | 8,1     | 8,2            |
| Part des ménages propriétaires de leur logement (en %) | 82,3    | 59,1           |

Sur les 391 résidences principales (presque exclusivement des maisons individuelles) que compte la commune en 2015, plus de 30 % sont construites depuis 1970. Un peu plus de 8 % des ménages ont emménagé dans leur résidence principale depuis moins de deux ans.

### Morphologie urbaine
Le noyau le plus ancien du bourg de Luzillé est construit sur la rive gauche du Beugnon, à l'ouest de l'église, des constructions un peu plus récentes prenant place en face, sur l'autre rive. Encore plus récemment, à partir de la fin des années 1990, une nouvelle zone urbanisée sous forme de lotissements agrandit le bourg vers l'ouest, sur le plateau. Cette organisation très centralisée de l'habitat communal est toutefois complétée par des hameaux disséminés sur le plateau.

### Risques naturels
En raison de la faible longueur de son cours et de l'étendue réduite de son bassin versant sur Luzillé, le Beugnon n'est que très rarement sujet aux crues. En revanche, la nature encaissée de sa vallée peut être la cause de coulées de boue sur les flancs de cette vallée en cas de plus importantes.
L'aléa lié au phénomène de retrait-gonflement des argiles est lié à la nature des terrains affleurants : il est estimé fort dans la partie ouest de la commune où le calcaire lacustre prédomine ; il est plus faible dans les autres secteurs, là où d'autres formations géologiques de surface sont observées (argiles à silex, limons, alluvions).
Luzillé est soumise à un risque sismique faible (niveau 2 sur une échelle de 1 à 5).
La grande majorité des situations de catastrophe naturelle pour Luzillé concerne l'aléa de retrait-gonflement des argiles.

### Voies de communication et transports
Le réseau routier de Luzillé est essentiellement rayonnant à partir du bourg, les principales voies reliant les chefs-lieux communaux de Luzillé et des communes limitrophes : D 52 vers Bléré au nord-ouest et le Liège au sud-est, D 25 vers Sublaines à l'ouest et Épeigné-les-Bois à l'est, D 80 vers Francueil au nord et Saint-Quentin-sur-Indrois au sud. L'autoroute A 85 Angers-Vierzon traverse, depuis décembre 2007, le nord de Luzillé d'ouest en est, mais aucune sortie n'existe sur le territoire communal ; toutefois, la sortie no 11, sur la commune voisine de Sublaines, permet d'y accéder.
La commune n'est pas directement desservie par un réseau de transports en commun. Il faut gagner Genillé pour accéder à la ligne TC du réseau Rémi qui permet d'aller à Loches et au-delà à Descartes, ou Saint-Quentin-sur-Indrois où passe la ligne LMC du même réseau vers Amboise.

## Toponymie
| Onomastique partielle du toponyme Luzillé, : - Luciliacus : VIe siècle, Histoire des Francs, Grégoire de Tours ; - Luziliacum : 1104, charte de l'abbaye de Marmoutier ; - parocchia de Luzilleio : 1150, cartulaire de l'abbaye de Villeloin ; - Lucillé : 1290, pouillé de Tours ; - Luzillé : 1336, cartulaire de l'archevêché de Tours. |

Rencontré dès le VIe siècle (Grégoire de Tours, Histoire des Francs, livre X, 31), le toponyme Luciliacus est formé de l'anthroponyme latin Lucilius et du suffixe -acum d'origine gauloise fréquemment utilisé pour former des noms de domaines. Luciliacus est ainsi le « domaine de Lucilius ». Il est très possible que la dédicace de l'église à sainte Luce ait été choisie pour rappeler le toponyme.

## Histoire

### De la Préhistoire à l'Antiquité
La présence d'un polissoir fixe, au sud-ouest du bourg, atteste de la sédentarisation sur le site des populations néolithiques qui ont utilisé cet outil. D'autres outils de la même période sont également retrouvés sur le territoire de Luzillé, à proximité du polissoir (haches polies) mais principalement autour de Villiers et de l'étang de Brosse, dans la partie nord de la commune où se trouve également un menhir haut de 1,70 m.
Les témoignages protohistoriques et antiques sont plus rares ; ils consistent en un possible tumulus protohistorique et quelques monnaies dont certaines sont découvertes à proximité d'une chemin peut-être antique. Un chemin, peut-être antique, appelé « Chemin Chaussé » et venant de Bléré, matérialise la limite communale entre Luzillé et Sublaines puis Saint-Quentin-sur-Indrois. Il croise, au point de rencontre de ces trois communes (recouvrant d'anciennes paroisses médiévales), une autre voie ancienne, le « chemin de Montrichard », orienté ouest-est, avant de se prolonger entre Luzillé et Genillé.

### Moyen Âge et époque moderne

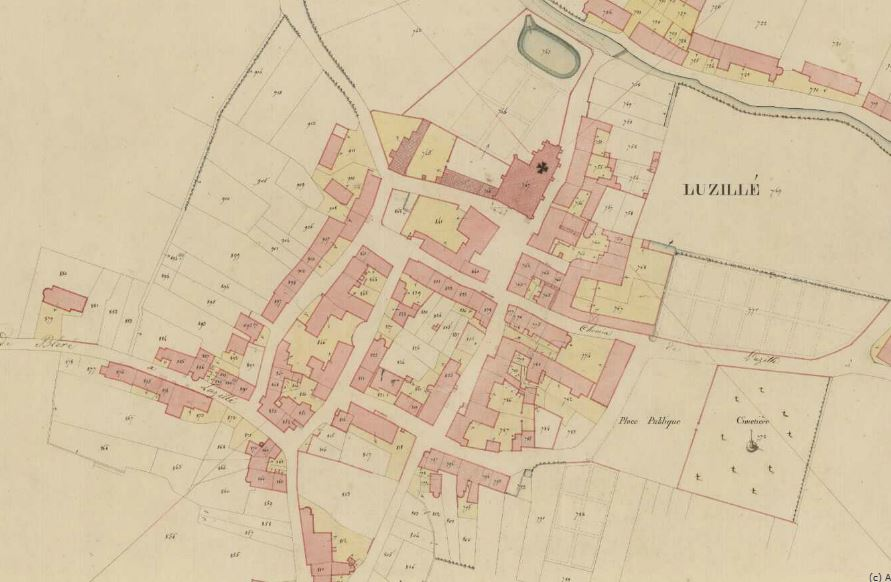
Extrait du cadastre napoléonien.

Un scramasaxe peut-être lié à d'éventuelles sépultures est le seul artéfact de l'époque mérovingienne. Les sources écrites sont plus précises : Grégoire de Tours indique qu'une église est fondée à Luzillé sous l'épiscoptat d'Injuriosus. Cette fondation semble se faire dans un vicus déjà existant, entre 529 et 546. Luzillé est ensuite citée dans une charte de Marmoutier au début du XIIe siècle, époque à laquelle une nouvelle église est construite, propriété du chapitre cathédral de Tours. À la même époque, les moines de Cormery achètent une parcelle de terrain pour y construire un grenier. Jusque vers 1330, Luzillé est une châtellenie rattachée à l'archevêché de Tours. La paroisse est donc, au Moyen Âge, rattachée à trois puissantes autorités ecclésiastiques, une abbaye, le chapitre et l'archevêque de Tours et l'examen des anciens plans terriers montre que le bourg affecte une forme quadrangulaire dont l'église n'occupe pas le centre, mais une des bordures, disposition encore visible sur le cadastre napoléonien.
En 1698, une école de filles gratuite est fondée à Luzillé. Elle doit fonctionner en alternance, tous les cinq ans, avec un établissement homologue à Chédigny.

### XVIIIeetXIXesiècles
Le cahier de doléances du tiers état rédigé par Luzillé en 1789 comporte nombre de dispositions communes à beaucoup d'autres documents analogues (abrogation de certains impôts et répartition plus juste des autres, réduction du pouvoir du clergé, etc.) mais il s'en distingue par l'attachement clairement affirmé de Luzillé au maintien de la justice seigneuriale. Le recensement des biens nationaux effectué en janvier 1791 montre que si la cure et le vicariat de Luzillé sont concernés, huit autres propriétaires de biens ou rentes, extérieurs à la commune, sont inventoriés, comme l'abbaye d'Aiguevive à Faverolles-sur-Cher ou le chapitre de la cathédrale Saint-Gatien de Tours. À l'occasion de la levée en masse de 1793, la commune de Luzillé est tenue de fournir 15 soldats. Un an plus tard, des dispositions sont prises pour récupérer, au niveau local, les cendres et les eaux de lessive et pour procéder à un abattage exceptionnel de bois : il s'agit de fournir à la Nation des éléments constitutifs de la poudre noire. Pourtant, les cendres, stockées dans l'église, ne sont pas utilisées et sont revendues à un particulier le 30 décembre 1800. Les fours à chaux et les briqueteries, répandus en Touraine, sont peu nombreux à Luzillé où seuls deux fours, construits à la fin du XVIIIe et au milieu du XIXe siècle, ont fonctionné pendant peu de temps puisqu'ils sont détruits moins de trente ans après leurs constructions.

James Derouet dans son livre « Terrorisme et attentats en Touraine » décrit l’enlèvement du sénateur Clément de Ris à Azay-sur-Cher. Il mentionne René-Louis Lacroix né à Luzillé le 26 janvier 1768. Son père René Lacroix est Maitre en chirurgie et son parrain Louis Bretonneau maitre en chirurgie  à Beaulieu. Cette affaire fera grand bruit en Touraine, mais aussi à Paris, car Fouché, ministre de la police pourrait l’avoir commandité. Le Luzillois sauvera sa tête et n’écopera que de six ans de prison, alors que trois sicaires seront guillotinés. Balzac s’inspirera de cet événement, dans son roman dont le titre est « Une ténébreuse affaire ».

En 1809, six prisonniers de guerre autrichiens (campagnes de Napoléon Ier) qui étaient détenus à Luzillé sont libérés. Au début des années 1850, le soutien des habitants de Luzillé à Napoléon III n'est pas unanime : les deux plébiscites des 20 décembre 1851 et 20 novembre 1852 se traduisent par une abstention de l'ordre de 6 à 7 % ; en outre, 3 ou 4 votants refusent leur confiance à Napoléon III. Le 28 octobre 1870, le maire dresse la liste des personnes susceptibles d'être enrôlées dans la Garde nationale mobile dans le cadre de la guerre de 1870 ; vingt-cinq personnes remplissent les conditions d'âge et de situation familiale, mais deux d'entre elles seulement disposent de l'équipement nécessaire. En février 1871, le gouverneur prussien pour le nord de la France réclame aux communes d'Indre-et-Loire une participation aux frais d'occupation du territoire français ; la part de Luzillé s'élève à près de 25 000 francs, en nature (nourriture, équipement) ou sa contrepartie financière, somme réduite quelques jours plus tard à 14 500 francs. La crise du phylloxéra, qui touche la Touraine à partir de 1882, est fatale à la viticulture luzilloise : la vigne qui occupe 383 ha en 1859, n'est plus mentionnée dans les cultures en 1946.

### XXeetXXIesiècles
Dans la journée du 13 septembre 1908, Luzillé connaît une animation inhabituelle : dans le cadre des grandes manœuvres du Centre, une division traverse la commune pour gagner son cantonnement à Loché-sur-Indrois,. La Première Guerre mondiale fait 50 victimes parmi les soldats originaires de Luzillé, alors que la commune compte 1 315 habitants en 1911. En 1918, la commune accueille neuf réfugiés politiques russes qui ont fui leur pays après la révolution d'Octobre.
C'est en 1936 que le cimetière communal, occupant une partie de la future place du Mail, est déplacé au nord du bourg, hors de la zone urbanisée. Son emplacement, malcommode et peu respectueux de l'hygiène, avait pourtant été dénoncé dès 1856.
Pendant la Seconde Guerre mondiale, la commune de Luzillé se trouve en zone libre, le bourg se situant à moins de 7 km au sud de la ligne de démarcation qui suit le cours du Cher. Le PC d'une compagnie du 32e régiment d'infanterie est installé à Luzillé. Cette compagnie a pour mission la surveillance des points de passage de la ligne de Bléré et de Sublaines. M. Nolle, propriétaire du château de Brosse, réfugié originaire de l'Aisne et entré en résistance dès avril 1943 au sein du « réseau Écarlate », est chargé de sélectionner les possibles terrains permettant le parachutage d'armes et d'équipement pour les maquis de la région ainsi que les atterrissages des Lysander venus d'Angleterre. Parmi les quatorze terrains retenus, deux sont utilisés, les Fontaines au sud-ouest près d'une ferme exploitée par M. Nolle (1943-1944) et le Chant d'Oiseau au sud-est du bourg (1944). Sur dénonciation, M. Nolle est arrêté par la Gestapo le 11 novembre 1943 et déporté mais il survit à sa captivité,,. Le curé de Luzillé fait lui aussi acte de résistance en cachant dans le clocher de l'église des aviateurs canadiens. La libération de Luzillé, en septembre 1944, est toute symbolique, la commune n'ayant jamais eu à subir de véritable occupation et ayant toujours été épargnée par les combats. Trois Luzillois meurent au cours de ce conflit.

## Politique et administration

### Découpage territorial

#### Rattachements administratifs et électoraux
Depuis le redécoupage cantonal de 2014, Luzillé est l'une des 17 communes qui composent le canton de Bléré. Elle est également rattachée à l'arrondissement de Loches et à la 2e circonscription de l'Indre-et-Loire.

#### Intercommunalité
Luzillé et seize autres communes composent la communauté de communes de Bléré Val de Cher. Cette situation lui confère en outre un rattachement de fait au « Pays Indre et Cher », qui a pour mission de « coordonner diverses missions transversales confiées par les collectivités, dans les domaines de l’aménagement du territoire, de l’environnement, de l’économie et du patrimoine ».
Le « syndicat intercommunal d'énergie d'Indre-et-Loire » (SIEIL), fondé en 1937, assure le contrôle et la coordination de l'ensemble des concessionnaires opérant en Indre-et-Loire dans le domaine de la distribution de gaz et d'électricité ; il intervient également sur le renforcement des réseaux de distribution d'électricité. Pour toutes les communes d'Indre-et-Loire, Tours exceptée, l'adhésion au service « Électricité » du SIEIL à titre individuel est rendue obligatoire par arrêté préfectoral en date du 23 avril 2008.

### Tendances politiques et résultats
Comme en témoignent les résultats d'élections publiés sur le site du ministère de l'Intérieur, l'électorat de Luzillé, lors des consultations au suffrage universel direct qui se sont déroulées depuis 2002, a apporté son soutien à une liste ou un candidat présentés par la droite dans près de 80 % des cas.

#### Élection présidentielle la plus récente
En 2017, au deuxième tour de l'élection présidentielle, Emmanuel Macron (La République en marche), élu, a obtenu 53,01 % des voix et Marine Le Pen (FN), 46,99 %. Le taux de participation s'est élevé à 81,50 %.

#### Élection municipale la plus récente
Le nombre d'habitants au recensement de 2011 étant compris entre 500 et 1 499, le nombre de membres du conseil municipal pour l'élection de 2014 est de 15.
Lors des élections municipales de 2014, les 15 conseillers municipaux ont été élus à l'issue du premier tour ; le taux de participation était de 64,95 %.

### Politique de développement durable

#### Eau potable et assainissement
La gestion des ressources en eau potable, approvisionnement et distribution, assurée en régie par la commune, repose sur deux forages exploitant la nappe phréatique du  Turonien. En 2017, 952 personnes sont desservies.
L'assainissement collectif est réalisé par cinq stations d'épuration réparties sur le territoire, fonctionnant sous des modes variés (filtres plantés, lagunage naturel, disques biologiques ou boues activées) et d'une capacité globale de 878 Eh. 680 habitants bénéficient de ce service en 2015, soit plus de 90 % des foyers.

#### Déchets ménagers
Les déchets ménagers, reyclables ou non, sont collectés de manière hebdomadaire en porte-à-porte. Une déchetterie, à Bléré, est à la disposition des habitants. Cette prestation est du ressort de la communauté de communes.

### Finances locales
Le tableau ci-dessous présente l'évolution de la capacité d'autofinancement, un des indicateurs des finances locales d'Esvres, sur une période de dix ans :
|                      | 2008 | 2009 | 2010 | 2011 | 2012 | 2013 | 2014 | 2015 | 2016 | 2017 |
| -------------------- | ---- | ---- | ---- | ---- | ---- | ---- | ---- | ---- | ---- | ---- |
| Luzillé              | 221  | 185  | 162  | 201  | 219  | 194  | 196  | 141  | 194  | 168  |
| Moyenne de la strate | 151  | 147  | 150  | 168  | 168  | 156  | 149  | 149  | 147  | 153  |

| ■ CAF de Luzillé ■ CAF moyenne de la strate |

Depuis 2008, la capacité d'autofinancement de la commune, est toujours positive ; elle est en outre toujours supérieur à la moyenne de la strate, exception faite de l'exercice 2015 où elle est très légèrement inférieure à cette moyenne. Le fonds de roulement, positif, suit globalement la même écvolutiion : toujours positif et supérieur à la moyenne de la strate, sauf en 2015 et 2017. Le résultat comptable est toujours positif et se situe presque toujours au-dessus de la moyenne de la strate,.

## Population et société

### Démographie
Les habitants de Luzillé se nomment les Luzillois.

#### Évolution démographique
L'évolution du nombre d'habitants est connue à travers les recensements de la population effectués dans la commune depuis 1793. Pour les communes de moins de 10 000 habitants, une enquête de recensement portant sur toute la population est réalisée tous les cinq ans, les populations de référence des années intermédiaires étant quant à elles estimées par interpolation ou extrapolation. Pour la commune, le premier recensement exhaustif entrant dans le cadre du nouveau dispositif a été réalisé en 2005.

En 2022, la commune comptait 983 habitants, en stagnation par rapport à 2016 (Indre-et-Loire : +1,67 %, France hors Mayotte : +2,11 %).
| 1793  | 1800  | 1806  | 1821  | 1831  | 1836  | 1841  | 1846  | 1851  |
| ----- | ----- | ----- | ----- | ----- | ----- | ----- | ----- | ----- |
| 1 071 | 1 512 | 1 180 | 1 316 | 1 396 | 1 336 | 1 402 | 1 365 | 1 412 |

| 1856  | 1861  | 1866  | 1872  | 1876  | 1881  | 1886  | 1891  | 1896  |
| ----- | ----- | ----- | ----- | ----- | ----- | ----- | ----- | ----- |
| 1 438 | 1 521 | 1 558 | 1 551 | 1 571 | 1 599 | 1 617 | 1 489 | 1 466 |

| 1901  | 1906  | 1911  | 1921  | 1926  | 1931  | 1936  | 1946  | 1954  |
| ----- | ----- | ----- | ----- | ----- | ----- | ----- | ----- | ----- |
| 1 426 | 1 365 | 1 315 | 1 222 | 1 226 | 1 151 | 1 110 | 1 035 | 1 007 |

| 1962  | 1968 | 1975 | 1982 | 1990 | 1999 | 2005 | 2006 | 2010 |
| ----- | ---- | ---- | ---- | ---- | ---- | ---- | ---- | ---- |
| 1 011 | 878  | 739  | 691  | 737  | 769  | 865  | 881  | 894  |

| 2015 | 2020 | 2022 | - | - | - | - | - | - |
| ---- | ---- | ---- | - | - | - | - | - | - |
| 981  | 957  | 983  | - | - | - | - | - | - |

|                                           | 1968 - 1975 | 1975 - 1982 | 1982 - 1990 | 1990 - 1999 | 1999 - 2010 | 2010 - 2015 |
| ----------------------------------------- | ----------- | ----------- | ----------- | ----------- | ----------- | ----------- |
| Taux de variation annuel de la population | - 2,4 %     | - 1,0 %     | + 0,8 %     | + 0,5 %     | + 1,4 %     | + 1,9 %     |
| Solde naturel                             | - 0,8 %     | - 0,9 %     | - 0,4 %     | + 0,3 %     | + 0,4 %     | + 1,0 %     |
| Solde migratoire                          | - 1,7 %     | - 0,1 %     | + 1,2 %     | + 0,2 %     | + 0,9 %     | + 0,9 %     |

Après avoir connu un pic de population en 1881 avec près de 1 600 habitants, Luzillé se dépeuple de manière assez régulière pour ne plus compter que 691 habitants en 1982. C'est à cette date que la tendance s'inverse et en 2015 Luzillé a presque retrouvé son niveau de population des années 1950. Cette évolution est la conséquence d'un solde naturel et d'un solde migratoire qui deviennent positifs.

#### Pyramide des âges
La population de la commune est relativement jeune.
En 2018, le taux de personnes d'un âge inférieur à 30 ans s'élève à 33,4 %, soit en dessous de la moyenne départementale (34,9 %). À l'inverse, le taux de personnes d'âge supérieur à 60 ans est de 24,7 % la même année, alors qu'il est de 27,8 % au niveau départemental.
En 2018, la commune comptait 493 hommes pour 481 femmes, soit un taux de 50,62 % d'hommes, largement supérieur au taux départemental (48,09 %).
Les pyramides des âges de la commune et du département s'établissent comme suit.
| Hommes | Classe d’âge | Femmes |
| ------ | ------------ | ------ |
| 0,4    | 90 ou +      | 0,6    |
| 5,0    | 75-89 ans    | 7,6    |
| 17,8   | 60-74 ans    | 18,0   |
| 21,5   | 45-59 ans    | 20,9   |
| 21,3   | 30-44 ans    | 20,1   |
| 14,0   | 15-29 ans    | 15,6   |
| 20,0   | 0-14 ans     | 17,1   |

| Hommes | Classe d’âge | Femmes |
| ------ | ------------ | ------ |
| 0,9    | 90 ou +      | 2,2    |
| 7,9    | 75-89 ans    | 10,2   |
| 17,3   | 60-74 ans    | 18,1   |
| 19,8   | 45-59 ans    | 19,1   |
| 17,9   | 30-44 ans    | 17,2   |
| 18,5   | 15-29 ans    | 17,5   |
| 17,6   | 0-14 ans     | 15,6   |

### Petite enfance, prévention et protection de l'enfance
Cinq assistantes maternelles sont installées à Luzillé, proposant une capacité d'accueil totale de 16 enfants.
La commune propose un service de garderie pour le temps périscolaire.

### Enseignement
Les communes de Luzillé et d'Épeigné-les-Bois ont créé un regroupement pédagogique intercommunal (RPI) pour les enfants des deux communes scolarisés en primaire. L'école maternelle est installée à Épeigné-les-Bois et l'école élémentaire Les 2 Tilleuls à Luzillé. Un service de ramassage scolaire et de restauration commune est mis en place au niveau du RPI.
La carte scolaire départementale prévoit la scolarisation des étudiants de Luzillé dans le collège du Réflessoir de Bléré et le lycée Léonard-de-Vinci d'Amboise.

### Santé et services d'urgence
Un médecin généraliste est installé à Luzillé.
Les hôpitaux les plus proches sont les centres hospitaliers des Rives de l'Indre à Loches et Robert-Debré à Amboise.
Un centre de première intervention des sapeurs pompiers est implanté dans la commune voisine de Céré-la-Ronde.

### Sport et culture

#### Équipements collectifs
Luzillé dispose d'une salle des fêtes et d'un terrain de sports.

#### Tissu associatif
Vingt associations ont leur siège à Luzillé. Treize d'entre elles interviennent dans le domaine des loisirs et de la culture, quatre sont des structures à but social et deux sont des associations sportives. La plus ancienne de ces structures est la fanfare municipale, créée sous un autre statut dès 1880.

### Médias et numérique
Le quotidien régional La Nouvelle République du Centre-Ouest consacre quelques pages de son édition Indre-et-Loire, Touraine Est, à l’actualité du canton de Bléré. La commune de Luzillé édite un bulletin municipal trimestriel. La chaîne de télévision TV Tours Val de Loire et la station de radio France Bleu Touraine relaient les informations locales.
La commune ne possède pas en 2017 de réseau à haut débit par fibre optique.

### Culte catholique
Le territoire de la commune dépend de la paroisse Saint-Jacques-du-Val-de-Cher au sein du doyenné d'Amboise lui-même partie de l'archidiocèse de Tours, au même titre que six autres doyennés. L'église Sainte-Luce accueille, en alternance avec d'autres églises de la paroisse, des offices dominicaux.

## Économie

### Revenus et fiscalité
En 2015, le revenu fiscal médian par ménage est de 33 121 €, alors que la moyenne départementale s'établit à 32 011 € et que celle de la France métropolitaine est de 32 409 €. En 2015, le revenu disponible par ménage est de 20 336 € dans la commune contre une moyenne de 20 710 € au niveau départemental.

### Emploi
Les deux tableaux ci-dessous présentent les chiffres-clés de l'emploi à Luzillé et leur évolution de 2010 à 2015, :
|                               | Luzillé 2010 | Luzillé 2015 | Évolution |
| ----------------------------- | ------------ | ------------ | --------- |
| Population de 15 à 64 ans     | 553          | 605          | + 9,4 %   |
| Actifs (en %)                 | 78,3         | 81,0         | + 3,4 %   |
| dont :                        |              |              |           |
| Actifs ayant un emploi (en %) | 69,6         | 70,6         | + 1,4 %   |
| Chômeurs (en %)               | 8,7          | 10,4         | + 19,5 %  |

|                                      | Luzillé 2010 | Luzillé 2015 | Évolution |
| ------------------------------------ | ------------ | ------------ | --------- |
| Nombre d'emplois dans la zone        | 94           | 106          | + 12,7 %  |
| Indicateur de concentration d'emploi | 23,4         | 24,4         | + 4,2 %   |

Entre 2010 à 2015, la population active luzilloise progresse, son taux d'emploi s'améliore. Les emplois proposés sur la commune sont plus nombreux, et cette dernière progression, un peu plus rapide que celle de la population active, induit une légère augmentation de l'indicateur de concentration d'emploi qui, toutefois, reste très bas : Luzillé ne propose sur son territoire qu'un emploi pour quatre actifs. Le taux de chômage, selon les critères définis lors du recensement, a augmenté de près de 50 % et touche principalement les jeunes hommes de 15 à 24 ans. Seul un Luzillois sur cinq travaille dans la commune elle-même,.

### Tissu économique
Le tableau ci-dessous détaille le nombre d'entreprises implantées à Luzillé selon leur secteur d'activité et le nombre de leurs salariés :
|                                                              | Total | %     | 0 salarié | 1 à 9 salariés | 10 à 19 salariés | 20 à 49 salariés | 50 salariés ou plus |
| ------------------------------------------------------------ | ----- | ----- | --------- | -------------- | ---------------- | ---------------- | ------------------- |
| Ensemble                                                     | 77    | 100,0 | 59        | 17             | 1                | 0                | 0                   |
| Agriculture, sylviculture et pêche                           | 24    | 31,2  | 18        | 6              | 0                | 0                | 0                   |
| Industrie                                                    | 8     | 10,4  | 7         | 1              | 0                | 0                | 0                   |
| Construction                                                 | 7     | 9,1   | 5         | 2              | 0                | 0                | 0                   |
| Commerce, transports, services divers                        | 32    | 41,6  | 25        | 7              | 0                | 0                | 0                   |
| dont commerce et réparation automobile                       | 5     | 6,5   | 4         | 1              | 0                | 0                | 0                   |
| Administration publique, enseignement, santé, action sociale | 6     | 7,8   | 4         | 1              | 1                | 0                | 0                   |
| Champ : ensemble des activités.                              |       |       |           |                |                  |                  |                     |

En 2016, cinq nouveaux établissements viennent compléter ce descriptif, une dans le secteur industriel, une dans le domaine du commerce, du transport, de l'hébergement et de la restauration et trois tournées vers les services aux entreprises.

#### Agriculture
Le tableau ci-dessous présente les principales caractéristiques des exploitations agricoles dont le siège est à Luzillé, observées sur une période de 22 ans :
|                                            | 1988  | 2000  | 2010  |
| ------------------------------------------ | ----- | ----- | ----- |
| Nombre d’exploitations                     | 76    | 32    | 23    |
| Équivalent unité de travail annuel         | 77    | 32    | 36    |
| Surface agricole utile (SAU) (ha)          | 3 326 | 2 892 | 3 142 |
| Cheptel (nombre de têtes)                  | 389   | 181   | 184   |
| Terres labourables (ha)                    | 3 166 | 2 867 | 3 113 |
| Cultures permanentes (ha)                  | 47    | 15    | s     |
| Surfaces toujours en herbe (ha)            | 105   | 28    | 28    |
| Superficie moyenne d’une exploitation (ha) | 43,2  | 90,4  | 136,6 |

## Culture locale et patrimoine

### Lieux et monuments

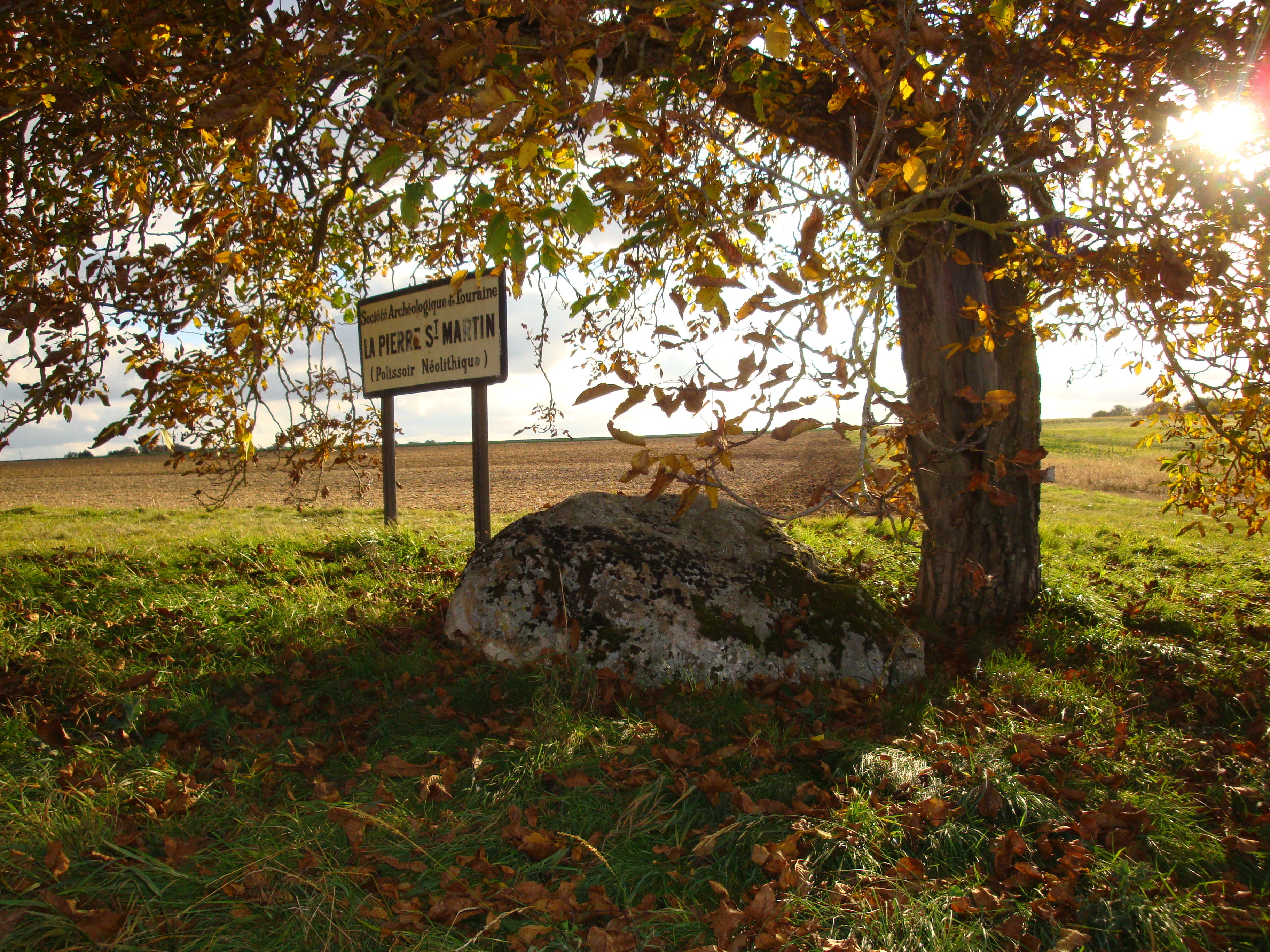
Pierre St-Martin.

La Pierre Saint-Martin est un polissoir néolithique fixe classé au titre des monuments historiques. Située au sud-ouest du bourg, de nombreuses traditions la rattachent à l'histoire de saint Martin en Touraine. Un menhir en grès, peut-être contemporain, haut de 1,70 m, se trouve près de l'étang de Brosse.
L'église Sainte-Luce, construite au XIIe siècle en remplacement de l'édifice mérovingien, est très remaniée au XVe siècle (reprise des voûtes du clocher et ajout d'un bas-côté) puis au XVIIIe siècle. Le clocher et une partie du mur sud de la nef appartiennent à la première campagne de construction. Le 8 novembre 1810, une tempête qui sévit sur la moitié nord de la France abat la flèche du clocher qui, dans sa chute, endommage la toiture de l'église et des bâtiments attenants ; la réparation est faite six mois plus tard. L'église renferme un élément original et peu courant : une chaire surélevée dont le « rez-de-chaussée » est aménagé en confessionnal.
Le domaine de Brosse se compose de deux bâtiments dont les façades occidentales sont bordées par une ancienne douve. Le logis de la ferme, probablement construit au XVe siècle, s'accompagne d'une tour quadrangulaire. Le château, construit en prolongement dans la première moitié du XIXe siècle, remplace un édifice plus ancien dont le sous-sol de deux travées sur voûtes est conservé. Une ancienne fuie cylindrique dont les boulins ont disparu, reconvertie en dépendance, prend place à proximité.
Le château de Villiers, construit en pierre de taille au milieu du XIXe siècle, est un bâtiment à étage flanqué de deux ailes plus basses ; une tour polygonale munie d'un escalier permet d'accéder à l'étage et au comble. Il remplace un édifice plus ancien dont ne subsiste aucun vestige. D'autres constructions voisines, comme une chapelle signalée en 1776 ont aussi disparu, à l'exception d'une tourelle dans le parc, dont l'étage était aménagé en colombier.

### Patrimoine gastronomique
Le territoire communal se trouve dans l'aire d'appellation d'origine protégée du fromage Sainte-maure-de-touraine et de onze types de vins. Rillettes de Tours, bœufs du Maine et 119 types de vins peuvent se prévaloir d'une indication géographique protégée s'ils sont produits à Luzillé.

### Personnalités liées à la commune
- Géraud Christophe Michel Duroc (1772-1813), maréchal d'Empire, est à l'époque napoléonienne propriétaire du château de Beauchêne, au sud-est du bourg[26].
- Robert Pinget (1919-1997), auteur, a vécu à Luzillé de 1964 jusqu'à son décès[91].
- Gilbert Buron (1920-2009), homme politique français, député d'Indre-et-Loire de 1958 à 1962, est maire de Luzillé de 1959 à 1989.

### Héraldique
| Blason de Luzillé | Les armes de Luzillé se blasonnent ainsi : D'azur au chevron renversé d'argent soutenu d'une bonde d'étang d'or mouvant de la pointe, accompagné, en chef, d'un soleil non figuré du même et, aux flancs, de deux arbres arrachés aussi d'or. |